# Singapore Cup 2012
Der Singapore Cup 2012, aus Sponsorengründen auch als  RHB Singapore Cup bekannt, war die 15. Austragung des Fußball-Pokalwettbewerbs für singapurische Vereinsmannschaften und geladene Mannschaften. In dieser Saison nahmen insgesamt 16 Mannschaften teil. Titelverteidiger war Home United.

## Teilnehmer
Insgesamt nahmen 16 Mannschaften teil, zwölf Vereine aus der S. League sowie vier eingeladene Vereine aus Laos, Myanmar, Kambodscha und aus den Philippinen.
| S. League 12 Vereine der S. League | Eingeladene Vereine |
| - Albirex Niigata (Singapur) - Balestier Khalsa - Brunei DPMM FC - Geylang United - Gombak United - Harimau Muda B - Home United - Hougang United - Singapore Armed Forces FC - Tampines Rovers - Tanjong Pagar United - Woodlands Wellington | Aus den Philippinen - Loyola Meralco Sparks Aus Kambodscha - Phnom Penh Crown Aus Laos - Yotha FC Aus Myanmar - Kanbawza FC |

## Vorrunde
| Datum        |                            | Ergebnis              |                      |
| ------------ | -------------------------- | --------------------- | -------------------- |
| 14. Mai 2012 | Singapore Armed Forces FC  | 1:1 n. V. (6:5 i. E.) | Balestier Khalsa     |
| 16. Mai 2012 | Tampines Rovers            | 4:3                   | Phnom Penh Crown     |
| 17. Mai 2012 | Brunei DPMM FC             | 0:1                   | Home United          |
| 18. Mai 2012 | Loyola Meralco Sparks      | 2:1                   | Geylang United       |
| 19. Mai 2012 | Kanbawza FC                | 2:1                   | Woodlands Wellington |
| 20. Mai 2012 | Gombak United              | 3:0                   | Harimau Muda B       |
| 20. Mai 2012 | Tanjong Pagar United       | 1:1 n. V. (3:4 i. E.) | Hougang United       |
| 26. Mai 2012 | Albirex Niigata (Singapur) | 1:0                   | Yotha FC             |

## Viertelfinale
| Datum           |                            | Gesamt |                           | Hinspiel | Rückspiel |
| --------------- | -------------------------- | ------ | ------------------------- | -------- | --------- |
| 2./6. Juli 2012 | Albirex Niigata (Singapur) | 1:4    | Tampines Rovers           | 1:2      | 0:2       |
| 3./7. Juli 2012 | Gombak United              | 3:2    | Hougang United            | 1:2      | 2:0       |
| 4./9. Juli 2012 | Home United                | 4:5    | Singapore Armed Forces FC | 1:2      | 3:3       |
| 5./8. Juli 2012 | Loyola Meralco Sparks      | 5:3    | Kanbawza FC               | 3:1      | 2:2       |

## Halbfinale
| Datum              |                           | Gesamt |                       | Hinspiel | Rückspiel |
| ------------------ | ------------------------- | ------ | --------------------- | -------- | --------- |
| 3./6. Oktober 2012 | Singapore Armed Forces FC | 2:0    | Gombak United         | 1:0      | 1:0       |
| 4./7. Oktober 2012 | Tampines Rovers           | 5:0    | Loyola Meralco Sparks | 2:0      | 3:0       |

## Spiel um Platz 3
| Datum            |               | Ergebnis |                       |
| ---------------- | ------------- | -------- | --------------------- |
| 28. Oktober 2012 | Gombak United | 4:0      | Loyola Meralco Sparks |

| Paarung  | Gombak United – Loyola Meralco Sparks                                                           |
| Ergebnis | 4:0 (4:0)                                                                                       |
| Datum    | 28. Oktober 2012                                                                                |
| Stadion  | Jalan Besar Stadium, Singapur                                                                   |
| Tore     | 1:0 Iqbal Hussain (7.) 2:0 Mustaqim Manzur (11.) 3:0 Fairoz Hasan (35.) 4:0 Julien Durand (44.) |

## Finale
| Datum             |             | Ergebnis  |                            |
| ----------------- | ----------- | --------- | -------------------------- |
| 14. November 2010 | Home United | 1:0 n. V. | Albirex Niigata (Singapur) |

| Paarung  | Singapore Armed Forces FC – Tampines Rovers                                        |
| Ergebnis | 2:1 (0:1)                                                                          |
| Datum    | 28. Oktober 2012                                                                   |
| Stadion  | Jalan Besar Stadium, Singapur                                                      |
| Tore     | 0:1 Shahril Jantan (28., ET) 1:1 Shimpei Sakurada (78.) 2:1 Erwan Gunawan (90.+2') |

| Sieger Singapore Cup 2012 Singapore Armed Forces FC |
| - Shahril Jantan - Daniel Mark Bennett - Noh Rahman - Marin Vidošević - Aliff Shafaein - Zulfadli Zainal Abidin - Shukor Zailan - Tatsurō Inui - Shimpei Sakurada - Mislav Karoglan - Fazrul Nawaz - Ruzaini Zainal - Erwan Gunawan - Bah Mamadou - Eddie Chang - Hafsyar Farkhan - Hassan Sunny - Razaleigh Khalik Trainer: Richard Bok |